# Djibouti Télécom

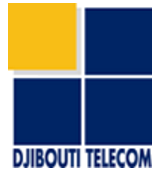
Logo de Djibouti Télécom

Djibouti Télécom, parfois appelé familièrement Djib Télécom est l'opérateur  de télécommunications à Djibouti, créé en 1999 par la fusion du service des télécommunications de l'Office des Postes et Télécommunications (OPT) et de la Société des Télécommunications Internationales de Djibouti (STID).
Il propose des services dans le domaine des télécommunications fixes et mobiles. Djibouti Télécom fournit le réseau 4G+. Grâce au nouveau câble sous-marin DARE1, la société offre un débit d'informations nettement supérieur à celui des câbles coaxiaux et prend en charge un réseau « large bande » par lequel peuvent transiter aussi bien la télévision, le téléphone, la visioconférence ou les données informatiques.
Djibouti Télécom SA est un opérateur autonome de droit privé, détenant le monopole des télécommunications nationales et internationales sur l'ensemble du territoire djiboutien.